# Frithjof Bestmann
Frithjof Bestmann (* 25. Februar 1898 in Mölln; † 23. Juli 1990 in Wildeshausen) war ein deutscher lutherischer Geistlicher, Stiftspropst und Heimatforscher.

## Leben
Bestmann entstammte einer alten Pastorenfamilie. Sein Vater Hugo Johannes Bestmann war Hauptpastor in Mölln im Herzogtum Lauenburg. Nach dem Studium der Theologie wurde Frithjof Bestmann am 15. März 1925 in Kiel ordiniert und als Pastor in Hohenstein eingeführt. 1928 wurde er Pastor in Bassum. Am Zweiten Weltkrieg nahm er als Marinepfarrer teil. Nach Kriegsende kehrte er in seine Gemeinde zurück. Er war Kanonikus und später Stiftspropst des Stifts Bassum. Am 1. Januar 1963 trat er in den Ruhestand. 
Neben seiner pfarramtlichen Tätigkeit befasste sich Bestmann mit der Geschichte von Stadt und Stift in Bassum und gab 1981 die Anregung zur Gründung des Stadtarchivs in Bassum.
Bestmann starb im Juli 1990 in Wildeshausen. Seine letzte Ruhestätte fand er auf dem Friedhof in Bassum.

## Veröffentlichungen
- Die Deszendenz des Matthias Mannes de anno 1791. 1929.
- Chronik der Familie Bestmann. Selbstverlag, Bassum 1930.
- Geschichte der Löwen-Apotheke in Bassum. 1726-1951. Syke 1951
- Haus und Amt Freudenberg. Studien zur Geschichte des niedersächs. Amtsgerichts Bassum. Syke 1952
- Die Freyenhagen von Rosenstern aus dem Hause Wickensen. Bassum 1953
- Bassum. Kirche und Stift im Wandel der Zeiten. Bonhorst & Jacob, Bassum 1959 / Plenge, Sulingen 1980
- Tod und Leben. Dargestellt auf den Epitaphien und den Grabdenkmälern in und bei der Stiftskirche zu Bassum. Bassum 1961
- mit Nicolaus Heutger: Das Stift Bassum im Rahmen der niedersächsischen Kirchengeschichte. Lax, Hildesheim 1972
- Georg Volquarts und sein Sippenkreis bis zur Wende des 19. Jahrhunderts. A. Volquarts [Selbstverlag], Hamburg (Moorreye 38) 1975
- Rede des Stiftspropst Fr. Bestmann, Wildeshausen-Bassum auf dem Festtag des Kreisheimatbundes des Landkreises Diepholz in Hallstedt-Quellental am 21. Februar 1986.
- Studie zur Geschichte des Dorfes Hallstedt und seiner Höfe. Ein Modellversuch. Hallstedt 1986